# Dynasty Warriors: Chiến binh Tam Quốc
Dynasty Warriors: Chiến binh Tam Quốc (tên gốc tiếng Trung: 真・三國無双; Hán-Việt: Chân Tam Quốc vô song) là bộ phim kỳ ảo hành động phát hành năm 2021 do Hồng Kông và Trung Quốc hợp tác sản xuất, được ủy quyền chính thức bởi Koei Tecmo. Phim do Chu Hiển Dương làm đạo diễn, Đỗ Trí Lãng sản xuất và biên kịch. Phim được chuyển thể từ trò chơi điện tử Dynasty Warriors của công ty Koei Tecmo. Phim có sự tham gia diễn xuất của Cổ Thiên Lạc, Vương Khải, Hàn Canh, Cổ Lực Na Trát, Lưu Gia Linh.
Dynasty Warriors: Chiến binh Tam Quốc được công chiếu tại Hồng Kông ngày 29/4/2021 và 1/5/2021 tại Trung Quốc. Tại thị trường quốc tế, phim được Netflix mua bản quyền và phát hành trực tuyến từ ngày 1 tháng 7 năm 2021.

## Nội dung
Có một sức mạnh bí ẩn ở vùng đất Trung Quốc hơn hai nghìn năm trước - Vô Song, các tướng lĩnh sở hữu sức mạnh và có thể tự mình giết chết hàng nghìn quân lính, những người điều khiển Vô Song được gọi là chiến binh Tam Quốc.
Vào cuối thời Đông Hán, nạn tham nhũng chính trị đã dẫn đến cuộc khởi nghĩa Khăn Vàng (Hoàng Cân chi loạn) trong nhân dân bùng nổ, triều đình bất lực. Lúc này, Đổng Trác nhân cơ hội khởi binh để chiếm lấy các đảng phái cầm quyền và phe đối lập, gây ra một cục diện mới hỗn loạn thiên hạ, một viên quan nhỏ vô danh Tào Tháo không chịu được sự hèn hạ của đảng cầm quyền và phe đối lập, liều mạng một mình đi ám sát Đổng Trác. Tuy thất bại cũng không chùn bước, 18 lộ chư hầu lần lượt dấy binh lập liên minh đánh dẹp quân Đông, Tào Tháo cũng chiêu binh mãi mã, lập quân riêng tham chiến. Mặc dù Lưu Quan Trương chỉ có ba người tình nguyện tham gia liên minh, bị các hoàng tử chế giễu, nhưng Tào Tháo rất ngưỡng mộ Lưu Bị,... Sau khi Quan Vũ chém Hoa Hùng, các chư hầu tháo chạy vì sợ hãi Lữ Bố - thiên hạ đệ nhất chiến thần Vô Song, chỉ có Lưu, Quan, Trương và Tào quyết định cùng nhau đối mặt. Sau cuộc đọ sức giữa các chiến binh, thời đại Tam Quốc bắt đầu.

## Diễn viên
| Diễn viên               | Vai diễn            | Giới thiệu | Ghi chú |
| ----------------------- | ------------------- | --- | ------- |
| Cổ Thiên Lạc            | Lữ Bố               | Tự Phụng Tiên - Trung lang tướng, là nghĩa tử của Đổng Trác. Binh khí là Phương Thiên Hoạ Kích.               |         |
| Vương Khải              | Tào Tháo            | Tự Mạnh Đức - Kiêu kỵ hiệu úy. Binh khí là Thanh Công Kiếm (Ỷ Thiên).                                         |         |
| Cổ Lực Na Trát          | Điêu Thuyền         | Là con gái nuôi của tư đồ Vương Doãn, sau này phải thành thân với Đổng Trác.                                  |         |
| Dương Hựu Ninh          | Lưu Bị              | Tự Huyền Đức - Huyện uý An Hỉ. Binh khí là Uyên Ương Kiếm.                                                    |         |
| Lưu Gia Linh            | Chú Kiếm Bảo Chủ    | Nhân vật giả tưởng Là người đã cung cấp thần binh lợi khí cho Lữ Bố, Tào Tháo, Lưu Bị, Quan Vũ và Trương Phi. |         |
| Hàn Canh                | Quan Vũ             | Tự Vân Trường, nhị đệ kết bái của Lưu Bị. Binh khí là Thanh Long Yển Nguyệt Đao.                              |         |
| Lữ Lương Vĩ             | Viên Thiệu          | Tự Bàn Sơ, thủ lĩnh 18 lộ chư hầu.                                                                            |         |
| Lâm Tuyết               | Đổng Trác           | Tự Trọng Dĩnh - Tướng Quốc, là nghĩa phụ của Lữ Bố.                                                           |         |
| Trương Kiến Thành       | Trương Phi          | Tự Dực Đức, tam đệ kết bái của Lưu Bị. Binh khí là Bát Xà Mâu.                                                |         |
| Khương Hạo Văn          | Trương Giác         | Thủ lĩnh Thái Bình đạo giáo, Thiên Công tướng quân của đội quân khăn vàng.                                    |         |
| Trương Triệu Huy        | Trần Cung           | Tự Công Đài - huyện lệnh huyện Trung Mâu.                                                                     |         |
| La Gia Anh              | Lữ Bá Xa            | Chú của Tào Tháo, cả nhà không may bị Tào Tháo giết oan.                                                      |         |
| Tần Bái                 | Vương Doãn          | Tự Tử Sư - Tư đồ, là nghĩa phụ của Điêu Thuyền.                                                               |         |
| Dương Tử Đồng           | Linh Hoài hoàng hậu | Sinh mẫu của Hán Hiến Đế Lưu Hiệp, bị Đổng Trác cưỡng hiếp.                                                   |         |
| Vương Dịch Côn          | Lưu Hiệp            | Hán Hiến Đế - Trần Lưu Vương, con trai của Linh Hoài hoàng hậu.                                               |         |
| Thối Xán                | Lưu Biện            | Hán Thiếu Đế, con trai của Hà hoàng hậu (Hán Linh Đế), bị Đổng Trác phế truất ngôi vị.                        |         |
| Trần Chi Huy            | Vương Khuông        | Tự Công Tiết - Hà Nội thái thú, 18 lộ chư hầu.                                                                |         |
| Vương Chí Hoa           | Tào Tung            | Tự Cự Cao, phụ thân của Tào Tháo.                                                                             |         |
| Vương Tử Hiên           | Tào Nhân            | Tự Tử Hiếu, huynh đệ của Tào Tháo.                                                                            |         |
| Tấn Tùng                | Hoa Hùng            | Đại tướng của Đổng Trác, đệ nhất dũng sĩ Tây Châu, bị Quan Vũ chém đầu.                                       |         |
| Viên Văn Khang          | Tôn Kiên            | Tự Văn Đài - Giang Đông Ô Trình hầu, Trường Sa thái thú, 18 lộ chư hầu. Binh khí là Cửu Hoàn Đao.             |         |
| Vương Hâm               | Tôn Sách            | Tự Bá Phù, trưởng tử của Tôn Kiên. Binh khí là Hoàn Côn.                                                      |         |
| Lư Triển Tường          | Tôn Quyền           | Tự Trọng Mưu, con trai thứ hai của Tôn Kiên, em trai của Tôn Sách.                                            |         |
| Dương Hạo Vũ            | Công Tôn Toản       | Tự Bá Khuê - Bắc Bình thái thú, bạn học của Lưu Bị, 18 lộ chư hầu.                                            |         |
| Lý Khải Hiền            | Viên Thuật          | Tự Công Lộ - Nam Dương thái thú, huynh đệ khác mẹ của Viên Thiệu, 18 lộ chư hầu.                              |         |
| Pháp Trí Viễn           | Du Thiệp            | Kiêu tướng của Viên Thuật bị Hoa Hùng chém đầu.                                                               |         |
| Trương Bác Hào          | Phan Phụng          | Tướng của Hàn Phức bị Hoa Hùng chém đầu.                                                                      |         |
| Trương Nghệ Khiên       | Lý Nho              | Tự Văn Ưu, là mưu sĩ của Đổng Trác.                                                                           |         |
| Tống Hám Hoàn           | Viên Thần           | Nhân vật giả tưởng Làm mưu sĩ cho Viên Thiệu.                                                                 |         |
| Ngạc Tĩnh Văn           | Thôn Cô             | Nhân vật giả tưởng                                                                                            |         |
| Ninh Tiểu Hoa           | Đốc Bưu             | Kí Châu đốc bưu, bị Trương Phi đánh vì tham nhũng.                                                            |         |
| Dương Quang (diễn viên) | Đinh Nguyên         | Tự Kiến Dương - Bính Châu si sử, nghĩa phụ của Lữ Bố và cũng bị hắn giết chết.                                |         |
| Châu Hiển Dương         | Lính thủ thành      | Nhân vật giả tưởng                                                                                            |         |

## Sản xuất
Vào ngày 15 tháng 3 năm 2016, HMV Digital China Group và nhà sản xuất trò chơi Suzuki Ryoho đã thông báo tại Đêm hội Điện ảnh và Truyền hình Quốc tế Hồng Kông lần thứ 20 rằng trò chơi điện tử Nhật Bản "Dynasty Warriors" sẽ được chuyển thể từ Hồng Kông thành một bộ phim do người thật đóng. Phim do Chu Hiển Dương làm đạo diễn và Đỗ Trí Lãng đồng thời là nhà sản xuất kiêm biên kịch, dự kiến phát hành vào năm 2017.
Vào ngày 8 tháng 7 năm 2017, Chủ tịch Tập đoàn HMV Digital Trung Quốc tiết lộ trên Weibo bộ phim dự kiến sẽ bấm máy vào ngày 11 tháng 7. Ông đã thương lượng với Tecmo bốn năm trước, để có được ủy quyền.. Vào ngày 11 tháng 7 năm 2017, ông chỗ biết Vương Khải, Hàn Canh đã xác nhận tham gia diễn xuất; sau đó là Cổ Thiên Lạc, Cổ Lực Na Trát, Dương Hựu Ninh cũng sẽ tham diễn.
Phim mời nhà thiết kế Ngô Bá Linh, người từng được đề cử Giải thưởng Điện ảnh Hồng Kông và Giải điện ảnh Kim Mã Đài Loan. Được biết bộ giáp được thiết kế cho chiến binh trong Tam Quốc nên phù hợp với các diễn viên để thực hiện những cảnh quay hành động như cưỡi ngựa, nhảy và chiến đấu. Trong đó, hai nhân vật mà Cổ Thiên Lạc và Lâm Tuyết đảm nhiệm có hình dạng phức tạp và đắt tiền nhất. Trang phục và vũ khí do đoàn làm phim đặt hàng có giá gần 10 triệu đô la Hồng Kông.
Vào ngày 28 tháng 9 năm 2017, bộ phim đã được quay trong 63 ngày và sẽ được chuyển đến New Zealand để tiếp tục. Đoàn phim bắt đầu quay ở New Zealand vào tháng 11; Chu Hiển Dương cho biết Cổ Thiên Lạc đã bị thương ở mắt trong quá trình quay phim ở Trung Quốc, nhưng anh ấy vẫn kiên quyết hoàn thành cảnh quay, thái độ chuyên nghiệp khiến Chu Hiển Dương cảm phục. Ngày 28 tháng 11 năm 2017, đạo diễn thông báo bộ phim "Chiến binh Tam Quốc" đã chính thức sửa chữa , mất 8 tháng tiền sản xuất, 5 tháng quay phim sau đó, phải bỏ ra tới một năm để làm hậu kỳ và cuối cùng vào tháng 8 năm 2020, đạo diễn Chu Hiển Dương thông báo hoàn tất phần hậu kỳ.

## Phát hành
Vào ngày 19 tháng 3 năm 2018, Dynasty Warriors: Chiến binh Tam Quốc đã phát hành trailer đầu tiên, tiết lộ rằng bộ phim dự kiến sẽ được phát hành vào năm 2019.
Vào tháng 8 năm 2020, đạo diễn chính thức thông báo phim đã hoàn thành tất cả phần hậu kỳ, nhưng do dịch bệnh Covid-19, thời gian phát hành cần phải hoãn lại. Phim sẽ được chiếu tại Hồng Kông vào ngày 29 tháng 4 năm 2021.
Dynasty Warriors: Chiến binh Tam Quốc được Netflix mua bản quyền toàn cầu với mức giá kỷ lục đối với phim Hoa ngữ lên đến 8 chữ số (trừ Trung Quốc đại lục và một số khu vực khác), chính thức phát hành vào hè năm 2021.